# Uruguay-Insel
Die Uruguay-Insel (französisch Île Uruguay, englisch Uruguay Island) ist eine Insel vor der Graham-Küste des Grahamlands auf der Antarktischen Halbinsel.

## Geografie
Die Insel liegt 1 km südwestlich der Irízar-Insel zwischen den Gardiner-Inseln und Corner Island in der Gruppe der Argentinischen Inseln des Wilhelm-Archipels. An der Westseite besitzt sie eine markante Bucht.

## Geschichte
Entdeckt wurde sie von Teilnehmern der Vierten Französischen Antarktisexpedition (1903–1905) unter der Leitung des Polarforschers Jean-Baptiste Charcot. Charcot benannte die Insel nach der argentinischen Korvette Uruguay, die an der Rettung der gestrandeten Teilnehmer der Schwedischen Antarktisexpedition beteiligt war. Eine Vermessung der Insel erfolgte 1935 bei der British Graham Land Expedition (1934–1937) unter der Leitung des australischen Polarforschers John Rymill.